# 沖田さとし
沖田 さとし（おきた さとし、1958年3月25日 - ）は、日本の俳優。本名および旧芸名は渡辺 義之（）。
大阪府大阪市出身。同志社大学中退。MC企画に所属していた。

## 来歴・人物
大学中退後、演出家を目指して上京。約30倍の倍率を勝ち抜いて演劇集団 円の研究所に入り、1960年代から1970年代ごろにかけて一世を風靡したコメディアン・平凡太郎の一座で役者と演出の腕を磨いた。円を出た後は演出家になろうと決めて、関敬六劇団で演出助手を務めていたが、1981年、小桜京子の勧めから再び役者の道へ戻る。
当初は本名の名義でテレビドラマに出演していたが、1982年からは芸名を「沖田 さとし」とする（芸名の由来は沖田総司から）。同年、テレビ朝日系『ザ・ハングマンII』に主要メンバー「ヨガ」役で出演し、知名度が上がる。翌年の1983年には、スーパー戦隊シリーズ『科学戦隊ダイナマン』で弾北斗（ダイナレッド）役で主演を務めた。
その後は関西に拠点を移し、長寿番組『部長刑事』やドラマ30『いのちの現場から』にレギュラー出演した他、時代劇などでも活躍。映画『226』では、二・二六事件の決起将校の一人である対馬勝雄中尉を演じた。
1990年には、俳優業と並行して大阪市内のレストランバー「邯鄲」のオーナーとなるが現在は倒産している。また、講演活動も行っていた。
趣味は、読書、テニス。特技は、スキー（2級免状（1982年時点）を持つ）、スキューバーダイビング、関西弁。自動車のB級ライセンスを所持。
2005年に、日常のコミュニケーションにおける表現について考えるグループ「表現の学校」を設立。2007年に一度グループを離れるが、2012年に復帰し中心メンバーとして活動している。また、河内長野市の商工観光課の職員として、観光企画の手伝いをしていたことがあった。
『科学戦隊ダイナマン』放送当時、撮影と平行して大学に通っていた共演者の萩原佐代子にレポートの書き方を教えたことがある。

## 出演

### テレビドラマ
- ゆうひが丘の総理大臣 第38話「恋の芽生えは出合いから!」（1979年9月5日、日本テレビ）
- 探偵物語 第3話「危険を買う男」、第12話「誘拐」、第26話「野良犬の勲章」（1979年 - 1980年、日本テレビ） - オカマの情報屋 役
- 特捜最前線（テレビ朝日）
  - 第216話「レスポンスタイム3分58秒!」（1981年）
  - 第374話「真夜中の殺人エレベーター!」（1984年）
- 大江戸捜査網 第500話「涙で嫁ぐ盗賊の娘」（1981年、東京12ch）
- 西部警察 第112話「ワイルド刑事ハート」（1982年、テレビ朝日） - 鳴神昇 役
- スーパー戦隊シリーズ（テレビ朝日）
  - 大戦隊ゴーグルファイブ 第10話「珍種ポマトの秘密」（1982年） - 小沼ヒデオ 役
  - 科学戦隊ダイナマン（1983年 - 1984年） - 主演・弾北斗 / ダイナレッド 役
- ザ・ハングマン（朝日放送）
  - ザ・ハングマンII（1982年） - ヨガ / 高原徹 役
  - ザ・ハングマン6スペシャル 激突!! ハングマンVSテレビゲーム（1987年、朝日放送） - ヨガ / 高原徹 役
- 遠山の金さん 第1シリーズ 第93話「銃口に立つ! みちのく肝っ玉姉さん」（1984年、テレビ朝日）- 兵吉 役
- 長七郎江戸日記（日本テレビ）
  - 第1シリーズ 第33話「影討ち」（1984年） - 浅尾新太郎 役
  - 第1シリーズ 第71話「十手にかけた青春」（1985年）
  - 第2シリーズ 第60話「蛍の哭く川」（1989年） - 畠山市之進 役
- 連続アクチュアルドラマ 部長刑事（1984年 - 1989年、朝日放送） - 三杉刑事 役
- 木曜ドラマストリート / 花嫁の父（1985年、フジテレビ）
- 木曜ゴールデンドラマ / 私は被害者ではない（1986年、読売テレビ）
- 火曜サスペンス劇場（日本テレビ）
  - 松本清張スペシャル・渡された場面（1987年）
  - 松本清張スペシャル・危険な斜面（1990年） - 水川刑事 役
  - 殺意の通路（1991年）
  - 京都北陸殺人街道（1995年）
- 三匹が斬る!（テレビ朝日）
  - 三匹が斬る! 第6話「空っ風、可愛い女の恨み文字」（1987年）
  - また又・三匹が斬る! 第18話「妖刀乱魔!女の園で見た悪夢」（1991年） - 田原義信 役
  - 新・三匹が斬る! 第18話「血槍舞い、死んで咲かせた忠義花」（1993年） - 菊田伊織 役
- 新春ワイド時代劇（テレビ東京）
  - 花の生涯 井伊大老と桜田門（1988年） - 徳川慶篤 役
  - 豊臣秀吉 天下を獲る!（1995年） - 織田信雄 役
  - 炎の奉行 大岡越前守（1997年） - 徳川吉通 役
  - 壬生義士伝〜新選組でいちばん強かった男（2002年） - 黒田清隆 役
- 水戸黄門（TBS）
  - 第19部 第17話「輪島塗りに潜む罠 -輪島-」（1990年） - 山内数馬 役
  - 第20部 第7話「怨みを買った女医師 -桑名-」（1990年） - 八木利三郎 役
  - 第28部 第18話「大人もビックリ! 天才少年 -枚方-」（2000年） - 大和屋万次郎 役
  - 第30部
    - 第4話「殿を殴った指南役 -松島-」（2001年） - 北川 役
    - 第24話「我ら御老公の名代なり! -松山-」（2002年） - 池辺直治郎 役

  - 第31部 第13話「うまい鯛にゃ裏がある -明石-」（2003年） - 松平直明 役
- はぐれ刑事純情派III 第6話「ネコババをきめた女たち」（1990年、テレビ朝日） - 大野大介 役
- 火曜ミステリー劇場 / 十津川警部の挑戦 寝台特急北斗星 東京－函館・点と線の殺意（1990年、テレビ朝日）
- 終戦45年ドラマスペシャル 白旗の少女（1990年、フジテレビ）
- あばれ八州御用旅（テレビ東京）
  - 第2シリーズ 第18話「女郎花は咲かず」（1991年） - 流れの喜三郎 役
  - 第4シリーズ 第4話「濡れ衣 母子流転の旅」（1994年） - 弥助 役
- 土曜ワイド劇場（テレビ朝日）
  - 桜子は帰ってきたか（1991年）
  - 京都・浜名湖殺人事件（1993年） - 尾上隆太郎 役
  - 京都殺人案内22 高千穂から消えた美女と夜神楽の謎（1996年） - 富田 役
  - 京都マル秘仕事人 三味線屋勇次の糸が京の闇を裂く!（2001年）
- 暴れん坊将軍（テレビ朝日）
  - 暴れん坊将軍IV 第9話「人情! め組の成金騒動」（1991年） - 政之助 役
  - 暴れん坊将軍IX 第11話「しあわせにさせたい! 仕立てられたお世継ぎ」（1999年） - 山辺涼白 役
- 名奉行 遠山の金さん（テレビ朝日）
  - 第3シリーズ 第27話「闇の上納金!遠山桜最後の勝負」（1991年） - 吉太郎 役
  - 第5シリーズ 第28話「過去を背負った二人の女」（1993年） - 常吉役
  - 第6シリーズ 第10話「老盗賊が捨てた娘」（1994年） - 瀬川菊弥役
  - 金さんVS.女ねずみ 第5話「たった一人の忠臣蔵」（1998年） - 鶴田新之丞役
- 八百八町夢日記 第2シリーズ 第16話「女賊さんげ」（1992年、日本テレビ） - 矢部敬之助役
- 連続テレビ小説（NHK）
  - おんなは度胸（1992年）
  - あすか（1999年）
- ドラマ30（MBS）
  - いのちの現場から - 三輪悌一役
    - 第1シリーズ（1992年）
    - 第2シリーズ（1994年）
    - 第3シリーズ（1995年）
    - 第4シリーズ（1996年）
    - 第5シリーズ（1998年）
    - 第6シリーズ（1999年）
    - 第7シリーズ（2001年）

  - 離婚計画〜いつか愛したあなたへ〜（2000年）
- 半七捕物帳（1992年、日本テレビ）
  - 第3話「娘いれずみ鬼十手」 - 中村歌之丞役
  - 第11話「闇の顔役」 - 和助役
- 銭形平次 第13話「満月の夜の惨劇」（1993年、フジテレビ）
- 闇を斬る!大江戸犯科帳 第16話「道化の涙」（1993年、日本テレビ） - 飛鳥井時房役
- 殿さま風来坊隠れ旅 第14話「女剣豪・赤頭巾ちゃんの冒険」（1994年、テレビ朝日）
- 月曜ドラマスペシャル / 十二秒の誤算役（1995年、TBS）
- ドラマ新銀河（NHK）
  - ワイン殺人事件 25歳の夏（1995年）
  - 木綿のハンカチ〜ライトウインズ物語（1997年）
- 将軍の隠密!影十八 第13話「迷い道・ゆすられた人妻」（1996年、テレビ朝日）
- 金曜エンタテイメント（フジテレビ）
  - 京都夜の祇園殺人事件（1997年）
  - 京都祇園入り婿刑事事件簿6（2000年）
  - 京都怪奇伝説殺人事件（2001年） - 尾形洋介役
- 御家人斬九郎 第2シリーズ 第6話「仕官の罠」（1997年、フジテレビ） - 小西慎之助役
- 髪結い伊三次 第3話「裏切り」（1999年、フジテレビ） - 浪人者役
- 剣客商売2 第5話「勘ちがい」（2000年、フジテレビ） - 田島役
- 別れる2人の事件簿 第6話「妻を守りたい! 義妹に愛された男」（2000年、テレビ朝日） - 富山役
- 京都潜入捜査官 THE SLIPPERS 第8話「危険なお見合い」（2000年、テレビ朝日）
- 科捜研の女 第2シリーズ 第4話「望遠マイクが覗いた監禁現場! 人質になった女刑事」（2000年、テレビ朝日） - 刑事 役
- ドラマ愛の詩（NHK-ETV）
  - 料理少年Kタロー 第10話「社長少年MJJ」（2001年）
  - 新・ズッコケ三人組 第2話「ぼくらはズッコケ探偵団」（2002年）
  - パパ トールド★ミー 大切な君へ 第4話「お父さんはぬいぐるみ!?」（2003年）
- 京都迷宮案内（テレビ朝日）
  - 第4シリーズ 第7話「神戸から来た女 逆セクハラに潜む謎!」（2002年）
  - 第5シリーズ 第2話「伝説の新聞記者復活! 第2話は骨壷を抱く女」（2003年）
- 女と愛とミステリー（テレビ東京）
  - 大和路殺人事件（2002年）
  - やもめ記者の事件メモ〜松江・出雲・隠岐グルメ街道殺人紀行（2002年）
- 京都鴨川東署迷宮課・おみやさん 第3話「時効直前 京ゆば料理にこめられた殺意!」（2002年、テレビ朝日） - 中野 役

### 映画
- 劇場版 科学戦隊ダイナマン（1983年、東映） - 主演・弾北斗 / ダイナレッド 役
- 226（1989年、松竹） - 対馬勝雄 中尉役
- 陽炎（1991年、松竹）
- 陽炎II KAGERO（1996年、松竹）

### オリジナルビデオ
- 難波金融伝・ミナミの帝王 長編5時間版（1998年、ケイエスエス）
- 首領への道5〜8（1999年、ミュージアム） - 藤森猛
- 新・第三の極道 裏盃・流血の掟（1999年、ミュージアム）
- 実録・絶縁（2000年、ミュージアム）
- 首領への道11（2000年、ミュージアム）
- 首領への道20（2002年、GPミュージアム） - 福島秀男役

### 舞台
- 夜叉ヶ池（1979年、演劇集団 円）